# Hippomacha
Hippomacha is een geslacht van vlinders van de familie sikkelmotten (Oecophoridae), uit de onderfamilie Oecophorinae.

## Soorten
- H. actinodes (Turner, 1940)
- H. callista (Meyrick, 1885)
- H. heliotricha (Lower, 1904)
- H. hemicalypta (Lower, 1885)
- H. invalida Turner, 1940
- H. oxyptera (Lower, 1894)
- H. proselia (Turner, 1917)
- H. pyrochrysa (Meyrick, 1889)
- H. relucens (Meyrick, 1913)
- H. thymodes (Meyrick, 1885)